# Museu Nacional das Maldivas

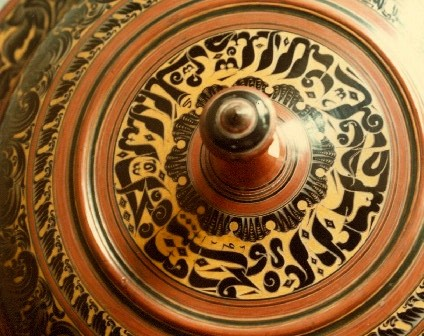
Um "malaafaiy" exposto no museu.

O Museu Nacional das Maldivas é um museu localizado na Medhuziyaarai Magu em Malé, capital das Maldivas. Ele foi inaugurado em 19 de novembro de 1952, dia nacional das Maldivas, pelo primeiro-ministro do país na época, Mohamed Amin Didi, com o objetivo de despertar sentimentos patrióticos nos maldivos e preservar a história da nação.
O museu, que possui três andares e é a unica parte do palácio do sultão das Maldivas que ainda existe, possui em sua coleção inclui artefatos do período pré-islâmico das Maldivas, fotografias de importantes personalidades e ornamentos utilizados por reis e rainhas maldivos.